# Anton Korošec
Anton Korošec (Biserjane, Estiria, Austria-Hungría, 12 de mayo de 1872-Belgrado 14 de diciembre de 1940 Yugoslavia), político austrohúngaro esloveno, destacado dirigente del conservador Partido Popular Esloveno, sacerdote católico y notable orador.

## Austria-Hungría
Korošec asistió a la escuela en Ptuj y Maribor. Estudió teología y se ordenó sacerdote en 1895. Completó su educación con un doctorado en teología por la Universidad de Graz en 1905. Amigo de Janez Evangelist Krek, adoptó su postura política.
En 1907 fue elegido diputado del Parlamento austriaco (Reichsrat) por el Partido Popular Esloveno. 
Como presidente de la asociación de diputados «yugoslavos», leyó en las Cortes la Declaración de Mayo, en la que se pedía la unión de todos los eslavos del sur en una nueva unidad administrativa dentro del Imperio. La petición, a la que se contrapuso la Declaración de Corfú en la que el Comité Yugoslavo en el exilio acordaba con los representantes del Reino de Serbia la futura unión de los territorios eslavos austrohúngaros con este, no fue respaldada por el Parlamento autónomo croata, controlado por la Coalición croato-serbia encabezada por Svetozar Pribićević.

## El Estado de los Eslovenos, Croatas y Serbios
Tras el desmembramiento de Austria-Hungría, el nuevo Consejo de los Serbios, Croatas y Eslovenos, creado el 6 de octubre de 1918, del que Korošec era presidente, proclamó la creación del Estado de los Eslovenos, Croatas y Serbios el 29 de octubre de 1918, cercenando sus lazos con Austria y Hungría. Dos días después el emperador entregaba la flota austrohúngara al Consejo.
Anteriormente Korošec había acordado con el dirigente del Reino de Serbia Nikola Pašić los términos de la Declaración de Ginebra, en la que este reconocía a los componentes del nuevo estado su derecho a la igualdad jurídica si cualquiera de ellos optaba por confederarse con Serbia. Korošec había sido enviado por el consejo de Zagreb para representase al nuevo país en Europa occidental durante la Conferencia de Paz. A la hostilidad italiana, que deseaba la aplicación del Tratado de Londres que le concedía territorios austrohúngaros, se sumaba la actitud poco favorable de Pašić. Sólo la presión francesa logró que este se aviniese a firmar la Declaración de Ginebra (9 de noviembre de 1918) en la que los representantes del Reino de Serbia, del Comité Yugoslavo y del Comité Nacional de Zagreb acordaban unir ambos estados y respetar la soberanía de los dos gobiernos (el serbio y el del Comité Nacional) en sus respectivos territorios, con ministerios comunes para los asuntos considerados de interés mutuo. El acuerdo se quebró esa misma noche cuando el gobierno serbio, exiliado en Corfú, se enteró del mismo y retiró a sus ministros.
El Comité Nacional no tuvo noticia del acuerdo logrado por Korošec hasta el 20 de noviembre de 1918. Para entonces, sin embargo, la presión italiana y las insinuaciones del regente (posterior Alejandro I de Yugoslavia) a los serbios de Eslavonia y Voivodina para que solicitasen sin más su incorporación al reino de Serbia hicieron que la mayoría de los partidos serbios y croatas optasen por un estado más centralizado que el confederal y esta estructura fuese desechada en favor de una monarquía unitaria. El 24 de noviembre de 1918 el Comité Nacional decidía enviar una delegación a Belgrado a solicitar la anexión de los territorios al Reino de Serbia y rechazar el acuerdo logrado en Ginebra por Korošec. El 1 de diciembre de 1918 la delegación entregaba la soberanía del estado al regente y este proclamada el nuevo Reino de los Serbios, Croatas y Eslovenos.

## Yugoslavia
Korošec fue vicepresidente en el primer gobierno del nuevo Reino. Como dirigente del Partido Popular Esloveno colaboró posteriormente en dos gobiernos conservadores. Tras su derrota en las elecciones de 1920, su partido volvió a ser el mayoritario en Eslovenia en las elecciones de 1924, tras las que volvió a ser nombrado vicepresidente del país. En 1924 y 1927 ocupó también la cartera de interior. Opuesto originalmente a la constitución centralista de 1921 y partidario de la autonomía eslovena en el nuevo país, Korošec no tuvo reparo en renunciar a su postura y formar un gobierno partidario del centralismo junto al Partido Popular Radical serbio.

### Primer ministro
Tras el asesinato del dirigente croata Stjepan Radić en 1928, el rey encargó a Korošec la formación de un nuevo gobierno (27 de julio de 1928), en el que se repetía prácticamente la coalición de gobierno anterior a los asesinatos en parlamento. Korošec convocó al parlamento para el 1 de agosto pero los diputados del Partido Campesino Croata y sus aliados del Partido Democrático Independiente se negaron a acudir y se reunieron en un parlamento alternativo en Zagreb, que exigió la renegociación de la constitución de 1921 y de la unión de los territorios croatas con el Reino de Serbia. Mientras, Korošec lograba por un único voto de diferencia la aprobación tardía de los Acuerdos de Nettuno con Italia, que ya no satisfizo a ésta. Su intento de reforma federalista fracasó ante la oposición de parte del principal partido del gobierno, los Radicales Serbios, muy divididos entre sus diversas fracciones.
En un ambiente tensísimo lleno de manifestaciones, acusaciones entre gobierno y oposición, declaraciones demagógicas y muertos en Zagreb en choques entre estudiantes y policía durante el décimo aniversario del país se desarrolló la segunda mitad del año. Ante la petición imposible del Partido Democrático, en el gobierno, de compensar a los campesinos por la mala cosecha (con una hacienda casi en bancarrota), Korošec dimitió el 30 de diciembre de 1928.
Tras la infructuosas negociaciones entre el principal dirigente croata, Vladko Maček, con el monarca, este acabó por proclamar la dictadura en la víspera de la Pascua ortodoxa (6 de enero de 1929). Pasó a ser ministro del nuevo primer ministro Petar Živković, antiguo jefe de la guardia real, ese mismo año y trató sin éxito de resolver la crisis que atravesaba el país por medios democráticos, antes de que el gobierno dimitiese en 1930 por la presión que recibía desde Eslovenia. Pasó entonces a las filas de la oposición.

#### Situación eslovena
Durante todo el periodo de entreguerras, Eslovenia gozó de una administración prácticamente eslovena, a diferencia del resto del país donde abundaban los funcionarios de origen serbio, gracias a las diferencias lingüísticas entre el serbocroata y el esloveno, que dificultaba a aquellos el gestionar la administración de una región de idioma diferente. El Partido Popular, mayoritario en Eslovenia, se basaba fundamentalmente en el apoyo de la Iglesia Católica eslovena, del campesinado, y de los intelectuales de inclinación católica, mientras que en las ciudades su respaldo era menor, dominando entre los intelectuales urbanos los que apoyaban al partido liberal (anticlerical, que se había unido a los centralistas del Partido Nacional Yugoslavo) y a los socialdemócratas. Éstos controlaban los sindicatos pero se hallaban bajo la estricta vigilancia del derechista Korošec, opuesto a cualquier movimiento de izquierdas.

### En la oposición y de nuevo en el Gobierno
Ya en la oposición, Korošec redactó la Slovenska deklaracija (Declaración Eslovena), en la que reclamaba la formación de un nuevo Estado multicultural, surgido de la unión de serbios, croatas y eslovenos. La declaración atrajo la atención asimismo de los eslovenos del litoral (bajo soberanía italiana) y de aquellos que vivían en Carintia (Austria). Korošec fue desterrado a la isla de Hvar en 1933 y su partido decidió no participar en las elecciones de 1935. 
Más adelante el mismo año, sin embargo, tras la asunción del gobierno por parte de Milan Stojadinović, Korošec fue nombrado ministro del Interior del mismo. Korošec y su partido se unieron a la nueva formación fundada por Stojadinović, la Comunidad Radical Yugoslava (Jugoslovenska Radikalna Zajednica, J.R.Z. en serbocroata) junto con parte del Partido Radical Serbio (Narodna Radikalna Stranka) y el partido de Mehmed Spaho (Jugoslavenska Muslimanska Organizacija, J.M.O., Organización Musulmana Yugoslava), mayoritario entre los musulmanes bosnios. Como ministro del nuevo Gobierno y persona influyente con el regente, Korošec podía lograr gran parte de las aspiraciones de sus votantes eslovenos, salvo la autonomía administrativa legal. Eslovenos como Franc Kulovec comenzaron a abundar en los ministerios de Belgrado, en parte gracias a la influencia de Korošec y en parte gracias a su mayor nivel cultural y ahínco en el trabajo. Su postura, opuesta a cualquier movimiento de izquierdas o incluso democrático, y su influencia con el regente, hizo que este no permitiese una evolución hacia la democracia de la dictadura real.
Suya fue la idea de tratar de lograr un concordato con la Santa Sede con el fin de apaciguar a los nacionalistas croatas y lograr con ellos un acuerdo que no necesitase de la implantación de la democracia en el país, intento que fracasó ante las protestas de la Iglesia ortodoxa serbia y la indiferencia de los dirigentes croatas.
Medió más tarde entre Dragiša Cvetković y Vladko Maček para conseguir el acuerdo que permitió a este entrar en el Gobierno de Cvetković. Durante el gobierno de este, Korošec desempeñó el cargo de ministro de Educación.
Al final de su vida, realizó declaraciones contra los masones, los comunistas y los judíos, además de organizar el grupo anticomunista Straža v viharju.
| Predecesor: Velimir Vukićević | Primer ministro del Reino de los Serbios, Croatas y Eslovenos 1928-1929 | Sucesor: Petar Živković |